# Coppa Italia 1999-2000
La Coppa Italia 1999-2000 è stata la 53ª edizione della manifestazione calcistica. È iniziata il 15 agosto 1999 e si è conclusa il 18 maggio 2000. È stata vinta dalla Lazio, che bissa così il successo in campionato. Si tratta del terzo successo dei biancocelesti in questa competizione, dopo le vittorie del 1958 e del 1997-1998.

## Formula del torneo
Alla 53ª edizione della Coppa Italia partecipano 48 squadre: tutte le squadre della Serie A e della Serie B più le quattro società retrocesse dalla Serie B 1998-1999, le 4 non promosse ai play-off della Serie C1 1998-1999 e le due finaliste della Coppa Italia Serie C 1998-1999. Le migliori 8 della Serie A 1998-1999 partono direttamente dagli ottavi di finale, mentre le seconde migliori 6 e le migliori 2 della Serie B 1998-1999 dal secondo turno; le altre 32 squadre vengono raggruppate in 8 gironi da 4 squadre ciascuno dove si affrontano in gare di andata e ritorno.
Passano il turno le prime classificate di ogni girone: in caso di parità passa la squadra con la miglior differenza reti negli scontri diretti, altrimenti quella con la miglior differenza reti generale. Dal secondo turno in poi si giocano partite di andata e ritorno, dove in caso di parità si tiene conto del maggior numero di reti segnate in trasferta; se sussiste ancora la parità si disputano tempi supplementari ed eventualmente si ricorre ai tiri di rigore.
Per quest'unica edizione, e per la prima volta al mondo nella storia del calcio, la FIFA autorizza la Lega Calcio alla sperimentazione del doppio arbitro: le partite vengono dirette da due giacchette nere, ognuna deputata a seguire una metà del campo, in posizione opposta agli assistenti di linea; godendo tuttavia di pari dignità, i due arbitri possono consultarsi in ogni momento, e gestire insieme situazioni di palla ferma.

## Risultati
In grassetto le squadre qualificate

### Fase a gironi

#### Girone 1
| Squadra           | P.ti | G | V | N | P | GF | GS |
| ----------------- | ---- | - | - | - | - | -- | -- |
| 1. Ternana        | 14   | 6 | 4 | 2 | 0 | 11 | 4  |
| 2. Lecce          | 13   | 6 | 4 | 1 | 1 | 12 | 5  |
| 3. Lucchese       | 6    | 6 | 2 | 0 | 4 | 7  | 11 |
| 4. Fidelis Andria | 1    | 6 | 0 | 1 | 5 | 5  | 15 |

| Arbitro: | Tombolini (Ancona) |

|                       |           |                        |
| Fabris 37’ Artico 62’ | Marcatori | 45’ Manca 48’ Moscelli |

| Arbitro: | Fausti (Milano) |

|  |           |          |
|  | Marcatori | 90’ Sesa |

| Arbitro: | Soffritti (Ferrara) |

|           |           |                            |
| Manca 31’ | Marcatori | 49’, 89’ Mussi 67’ Pedotti |

| Arbitro: | Rossi (Ciampino) |

|            |           |             |
| Bonomi 48’ | Marcatori | 67’ Onorato |

| Arbitro: | Rodomonti (Teramo) |

|                                       |           |  |
| Sesa 57’ Piangerelli 60’ Paradiso 88’ | Marcatori |  |

| Arbitro: | Zaltron (Bassano del Grappa) |

|                            |           |  |
| Artico 9’, 48’ Cordone 87’ | Marcatori |  |

| Arbitro: | Treossi (Forlì) |

|              |           |                                                          |
| Del Prete 1’ | Marcatori | 50’ Cimarelli 54’ (rig.) Paradiso 81’ Greco 90’ Biliotti |

| Arbitro: | Guiducci (Arezzo) |

|               |           |                         |
| Scandurra 61’ | Marcatori | 30’ Stellini 90’ Artico |

| Arbitro: | Gabriele (Frosinone) |

|  |           |              |
|  | Marcatori | 37’ Cucciari |

| Arbitro: | Ayroldi (Molfetta) |

|                              |           |          |
| Lucarelli 37’, 64’ Viali 73’ | Marcatori | 21’ Dosi |

| Arbitro: | Saccani (Mantova) |

|                      |           |              |
| Buglio 61’ Mussi 75’ | Marcatori | 26’ La Canna |

| Arbitro: | Braschi (Prato) |

|                         |           |  |
| Fabris 59’ Stellini 62’ | Marcatori |  |

#### Girone 2
| Squadra      | P.ti | G | V | N | P | GF | GS |
| ------------ | ---- | - | - | - | - | -- | -- |
| 1. Sampdoria | 15   | 6 | 5 | 0 | 1 | 13 | 5  |
| 2. Cesena    | 11   | 6 | 3 | 2 | 1 | 8  | 6  |
| 3. Palermo   | 5    | 6 | 1 | 2 | 3 | 10 | 14 |
| 4. Savoia    | 2    | 6 | 0 | 2 | 4 | 5  | 11 |

| Arbitro: | Nucini (Bergamo) |

|                           |           |                                        |
| Lorenzini 85’, 88’ (rig.) | Marcatori | 20’ Campolonghi 50’ Pancu 62’ Tresoldi |

| Arbitro: | Paparesta (Bari) |

|                      |           |                             |
| Battaglia 30’ (rig.) | Marcatori | 5’, 22’ Flachi 61’ Palmieri |

| Arbitro: | Guiducci (Arezzo) |

|                 |           |  |
| Baronchelli 48’ | Marcatori |  |

| Arbitro: | Bonfrisco (Monza) |

|                                                |           |               |
| Doriva 22’ Flachi 45’, 49’ Palmieri 76’ (rig.) | Marcatori | 79’ Lorenzini |

| Arbitro: | Racalbuto (Gallarate) |

|  |           |            |
|  | Marcatori | 24’ Flachi |

| Arbitro: | De Santis (Tivoli) |

|                                     |           |                              |
| Ghirardello 35’ (rig.) Nocerino 40’ | Marcatori | 27’ Lorenzini 48’ Bombardini |

| Arbitro: | Pirrone (Messina) |

|                                        |           |                |
| Montalbano 5’ Lorenzini 31’ Lugnan 44’ | Marcatori | 85’ Kanyengele |

| Arbitro: | Rosetti (Torino) |

|                     |           |                            |
| Palmieri 74’ (rig.) | Marcatori | 24’ Campedelli 83’ Barollo |

| Arbitro: | Saccani (Mantova) |

|            |           |            |
| Cevoli 35’ | Marcatori | 2’ Ignoffo |

| Arbitro: | Cassarà (Palermo) |

|          |           |  |
| Catê 64’ | Marcatori |  |

| Arbitro: | Pellegrino (Barcellona Pozzo di Gotto) |

|             |           |                                    |
| Barraco 67’ | Marcatori | 30’ Pesaresi 59’ Flachi 79’ Vasari |

| Arbitro: | Strazzera (Trapani) |

|                 |           |            |
| Ghirardello 76’ | Marcatori | 10’ Longhi |

#### Girone 3
| Squadra      | P.ti | G | V | N | P | GF | GS |
| ------------ | ---- | - | - | - | - | -- | -- |
| 1. Genoa     | 13   | 6 | 4 | 1 | 1 | 13 | 6  |
| 2. Empoli    | 10   | 6 | 3 | 1 | 2 | 9  | 8  |
| 3. Monza     | 7    | 6 | 2 | 1 | 3 | 8  | 11 |
| 4. Lumezzane | 4    | 6 | 1 | 1 | 4 | 6  | 11 |

| Arbitro: | Soffritti (Ferrara) |

|                    |           |           |
| Francioso 59’, 63’ | Marcatori | 3’ Oldoni |

| Arbitro: | Preschern (Mestre) |

|             |           |                                                           |
| Triuzzi 81’ | Marcatori | 19’ Mignani 53’ Martusciello 70’ Cappellini 82’ Di Natale |

| Arbitro: | Pin (Conegliano) |

|                |           |               |
| Allegretti 45’ | Marcatori | 37’ Mutarelli |

| Arbitro: | Serena (Bassano del Grappa) |

|                             |           |                          |
| Brevi 62’ Alteri 87’ (rig.) | Marcatori | 10’ Bonacina 77’ Colombo |

| Arbitro: | Saccani (Mantova) |

|                      |           |  |
| Mastrolilli 50’, 72’ | Marcatori |  |

| Arbitro: | Farina (Novi Ligure) |

|            |           |  |
| Parente 2’ | Marcatori |  |

| Arbitro: | Branzoni (Pavia) |

|                     |           |                |
| Alteri 20’ Donà 38’ | Marcatori | 52’ Marchionni |

| Arbitro: | Castellani (Verona) |

|                               |           |                         |
| Vignaroli 31’, 70’ Florio 87’ | Marcatori | 76’ (rig.), 90+3’ Pirri |

| Arbitro: | Racalbuto (Gallarate) |

|  |           |                              |
|  | Marcatori | 44’ Torrente 90+2’ Francioso |

| Arbitro: | Guiducci (Arezzo) |

|                      |           |  |
| Castorina 45’ (aut.) | Marcatori |  |

| Arbitro: | Collina (Viareggio) |

|                                                                                    |           |                      |
| Moscardi 2’ (rig.) Mutarelli 39’ Atzeni 58’ Franceschini 67’ Carparelli 84’ (rig.) | Marcatori | 47’ (rig.) Tarantino |

| Arbitro: | Soffritti (Ferrara) |

|                              |           |          |
| Topić 47’ Triuzzi 58’ (rig.) | Marcatori | 1’ Zubin |

#### Girone 4
| Squadra      | P.ti | G | V | N | P | GF | GS |
| ------------ | ---- | - | - | - | - | -- | -- |
| 1. Atalanta  | 14   | 6 | 4 | 2 | 0 | 10 | 1  |
| 2. Chievo    | 9    | 6 | 2 | 3 | 1 | 4  | 3  |
| 3. Pistoiese | 6    | 6 | 1 | 3 | 2 | 6  | 9  |
| 4. Cremonese | 2    | 6 | 0 | 2 | 4 | 3  | 10 |

| Arbitro: | Saccani (Mantova) |

|                     |           |             |
| Nappi 2’ Caccia 21’ | Marcatori | 24’ Zanetti |

| Verona 15 agosto 1999, ore 20:30 CEST 1ª giornata | Chievo           | 0 – 0 referto | Pistoiese | Stadio Marcantonio Bentegodi\| Arbitro: \| Branzoni (Pavia) \| |
| Arbitro:                                          | Branzoni (Pavia) |               |           |                                                                |

| Arbitro: | Ayroldi (Molfetta) |

|  |           |               |
|  | Marcatori | 45’ Marazzina |

| Arbitro: | Collina (Viareggio) |

|  |           |                     |
|  | Marcatori | 7’, 64’, 79’ Caccia |

| Arbitro: | Rosetti (Torino) |

|                    |           |  |
| Caccia 3’ Doni 57’ | Marcatori |  |

| Arbitro: | Braschi (Prato) |

|                                             |           |  |
| Bellotto 24’ Pantano 79’ (rig.) Bellini 84’ | Marcatori |  |

| Verona 25 agosto 1999, ore 20:30 CEST 4ª giornata | Chievo           | 0 – 0 referto | Atalanta | Stadio Marcantonio Bentegodi\| Arbitro: \| Bertini (Arezzo) \| |
| Arbitro:                                          | Bertini (Arezzo) |               |          |                                                                |

| Arbitro: | Soffritti (Ferrara) |

|                          |           |                            |
| Serafini 11’ Zanetti 60’ | Marcatori | 29’ Agostini 69’ Ricchiuti |

| Cremona 1 settembre 1999, ore 20:45 CEST 5ª giornata | Cremonese           | 0 – 0 referto | Atalanta | Stadio Giovanni Zini\| Arbitro: \| Borriello (Mantova) \| |
| Arbitro:                                             | Borriello (Mantova) |               |          |                                                           |

| Arbitro: | Pirrone (Messina) |

|                |           |             |
| Lombardini 58’ | Marcatori | 68’ Bonaldi |

| Arbitro: | Guiducci (Arezzo) |

|                                             |           |  |
| Caniggia 17’ Colombo 45’ Bellini 80’ (aut.) | Marcatori |  |

| Arbitro: | Serena (Bassano del Grappa) |

|                           |           |  |
| Garba 43’ Ferraresi 90+1’ | Marcatori |  |

#### Girone 5
| Squadra    | P.ti | G | V | N | P | GF | GS |
| ---------- | ---- | - | - | - | - | -- | -- |
| 1. Reggina | 14   | 6 | 4 | 2 | 0 | 8  | 0  |
| 2. Treviso | 14   | 6 | 4 | 2 | 0 | 6  | 2  |
| 3. Cosenza | 4    | 6 | 1 | 1 | 4 | 3  | 6  |
| 4. Gualdo  | 1    | 6 | 0 | 1 | 5 | 2  | 11 |

Reggina qualificata per miglior differenza reti generale.
| Arbitro: | Pellegrino (Barcellona Pozzo di Gotto) |

|  |           |             |
|  | Marcatori | 90+3’ Campo |

| Arbitro: | Cassarà (Palermo) |

|  |           |                     |
|  | Marcatori | 22’ (rig.) Beghetto |

| Arbitro: | Pirrone (Messina) |

|                                            |           |  |
| Cozza 23’ (rig.) Kallon 32’ Possanzini 59’ | Marcatori |  |

| Arbitro: | Fausti (Milano) |

|                         |           |        |
| Toni 35’ Bortoluzzi 60’ | Marcatori | 5’ Apa |

| Arbitro: | Bertini (Arezzo) |

|  |           |                  |
|  | Marcatori | 43’ (rig.) Tatti |

| Reggio Calabria 22 agosto 1999, ore 20:30 CEST 3ª giornata | Reggina          | 0 – 0 referto | Treviso | Stadio Oreste Granillo\| Arbitro: \| Paparesta (Bari) \| |
| Arbitro:                                                   | Paparesta (Bari) |               |         |                                                          |

| Arbitro: | Gabriele (Frosinone) |

|           |           |                |
| Marra 73’ | Marcatori | 15’ Costantino |

| Treviso 25 agosto 1999, ore 20:30 CEST 4ª giornata | Treviso          | 0 – 0 referto | Reggina | Stadio Omobono Tenni\| Arbitro: \| Nucini (Bergamo) \| |
| Arbitro:                                           | Nucini (Bergamo) |               |         |                                                        |

| Arbitro: | Strazzera (Trapani) |

|            |           |  |
| Kallon 51’ | Marcatori |  |

| Arbitro: | Castellani (Verona) |

|                        |           |                       |
| Zalla 22’ Ballarin 71’ | Marcatori | 62’ (aut.) Centurioni |

| Arbitro: | Rossi (Ciampino) |

|  |           |             |
|  | Marcatori | 82’ Crovari |

| Arbitro: | Tombolini (Ancona) |

|  |           |                                         |
|  | Marcatori | 20’ Kallon 61’ Oshadogan 81’ Possanzini |

#### Girone 6
| Squadra        | P.ti | G | V | N | P | GF | GS |
| -------------- | ---- | - | - | - | - | -- | -- |
| 1. Napoli      | 13   | 6 | 4 | 1 | 1 | 11 | 5  |
| 2. Salernitana | 13   | 6 | 4 | 1 | 1 | 16 | 8  |
| 3. Como        | 8    | 6 | 2 | 2 | 2 | 11 | 10 |
| 4. Fermana     | 0    | 6 | 0 | 0 | 6 | 4  | 19 |

Napoli qualificato per miglior differenza reti negli scontri diretti.
| Arbitro: | Rosetti (Torino) |

|                                    |           |                     |
| De Zerbi 5’ Rocchi 83’, 88’ (rig.) | Marcatori | 90+4’ (rig.) Fanesi |

| Arbitro: | De Santis (Tivoli) |

|                     |           |  |
| Di Michele 37’, 75’ | Marcatori |  |

| Arbitro: | Paparesta (Bari) |

|                        |           |                                                    |
| Pandolfi 2’ Fanesi 19’ | Marcatori | 5’, 85’ Vannucchi 10’, 48’ Di Michele 36’ Belmonte |

| Arbitro: | Bolognino (Milano) |

|              |           |             |
| Lombardi 87’ | Marcatori | 72’ Comazzi |

| Arbitro: | Treossi (Forlì) |

|               |           |                               |
| Bonfiglio 58’ | Marcatori | 40’ Stellone 67’, 78’ Schwoch |

| Arbitro: | Strazzera (Trapani) |

|                                |           |  |
| Di Michele 18’, 65’ Santos 81’ | Marcatori |  |

| Arbitro: | Ayroldi (Molfetta) |

|                                 |           |  |
| Schwoch 41’ (rig.) Scarlato 89’ | Marcatori |  |

| Arbitro: | Preschern (Mestre) |

|                                     |           |                               |
| Rocchi 12’ Movilli 18’ De Zerbi 50’ | Marcatori | 3’ Di Jorio 48’, 66’ Koloušek |

| Arbitro: | Tombolini (Ancona) |

|  |           |                                    |
|  | Marcatori | 47’ Rocchi 48’ Saudati 80’ Damiani |

| Arbitro: | Rossi (Ciampino) |

|                                     |           |  |
| Lucenti 39’ Schwoch 45’ Turrini 67’ | Marcatori |  |

| Arbitro: | Trentalange (Torino) |

|              |           |                         |
| De Zerbi 77’ | Marcatori | 40’ Robbiati 82’ Miceli |

| Arbitro: | Cassarà (Palermo) |

|                                           |           |  |
| De Francesco 5’ Semioli 36’ Vannucchi 89’ | Marcatori |  |

#### Girone 7
| Squadra        | P.ti | G | V | N | P | GF | GS |
| -------------- | ---- | - | - | - | - | -- | -- |
| 1. Pescara     | 12   | 6 | 4 | 0 | 2 | 18 | 9  |
| 2. Brescia     | 10   | 6 | 3 | 1 | 2 | 8  | 8  |
| 3. Reggiana    | 8    | 6 | 2 | 2 | 2 | 8  | 11 |
| 4. Juve Stabia | 4    | 6 | 1 | 1 | 4 | 4  | 10 |

| Arbitro: | Rossi (Ciampino) |

|               |           |  |
| Di Nicola 54’ | Marcatori |  |

| Arbitro: | Castellani (Verona) |

|                                                                   |           |                          |
| Ruscitti 13’ Sullo 16’ Vukoja 67’, 72’, 82’ Massara 77’ Baldi 80’ | Marcatori | 9’ Minetti 50’ D.Morello |

| Arbitro: | Trentalange (Torino) |

|                           |           |            |
| Filippini 35’ Cerbone 46’ | Marcatori | 4’ Palumbo |

| Reggio Emilia 18 agosto 1999, ore 20:45 CEST 2ª giornata | Reggiana         | 0 – 0 referto | Juve Stabia | Stadio Giglio\| Arbitro: \| Branzoni (Pavia) \| |
| Arbitro:                                                 | Branzoni (Pavia) |               |             |                                                 |

| Arbitro: | Cassarà (Palermo) |

|  |           |           |
|  | Marcatori | 41’ Rossi |

| Arbitro: | Preschern (Mestre) |

|            |           |            |
| Roma 90+5’ | Marcatori | 42’ Hübner |

| Arbitro: | Pin (Conegliano) |

|                     |           |             |
| Yllana 3’ Banin 35’ | Marcatori | 85’ Morello |

| Arbitro: | Rodomonti (Teramo) |

|                                                     |           |                           |
| Pisano 41’, 84’ (rig.) Massara 43’ Palumbo 67’, 76’ | Marcatori | 49’, 54’ (rig.) Di Nicola |

| Arbitro: | Bonfrisco (Monza) |

|               |           |  |
| Bonazzoli 74’ | Marcatori |  |

| Arbitro: | Zaltron (Bassano del Grappa) |

|              |           |  |
| Adeshina 52’ | Marcatori |  |

| Arbitro: | Ayroldi (Molfetta) |

|               |           |                                  |
| Lazzaro 90+5’ | Marcatori | 3’ Parisi 45’ Falco 73’ Adeshina |

| Arbitro: | De Santis (Tivoli) |

|                                              |           |                             |
| Sullo 16’ Gelsi 21’ Massara 35’ Zanini 90+1’ | Marcatori | 23’ Răducioiu 71’ Bonazzoli |

#### Girone 8
| Squadra            | P.ti | G | V | N | P | GF | GS |
| ------------------ | ---- | - | - | - | - | -- | -- |
| 1. Ravenna         | 13   | 6 | 4 | 1 | 1 | 9  | 5  |
| 2. Vicenza         | 8    | 6 | 2 | 2 | 2 | 9  | 8  |
| 3. SPAL            | 8    | 6 | 2 | 2 | 2 | 5  | 9  |
| 4. Alzano Virescit | 4    | 6 | 1 | 1 | 4 | 5  | 6  |

| Arbitro: | Bertini (Arezzo) |

|                      |           |  |
| Atzori 7’ Sotgia 77’ | Marcatori |  |

| Ferrara 15 agosto 1999, ore 20:45 CEST 1ª giornata | SPAL                         | 0 – 0 referto | Alzano Virescit | Stadio Paolo Mazza\| Arbitro: \| Zaltron (Bassano del Grappa) \| |
| Arbitro:                                           | Zaltron (Bassano del Grappa) |               |                 |                                                                  |

| Arbitro: | Strazzera (Trapani) |

|  |           |                  |
|  | Marcatori | 90+1’ Centofanti |

| Arbitro: | Nucini (Bergamo) |

|                                                  |           |  |
| Comandini 35’, 81’, 83’ Bernardini 44’ Luiso 79’ | Marcatori |  |

| Arbitro: | Bonfrisco (Monza) |

|                            |           |                      |
| Cancellato 55’, 60’ (rig.) | Marcatori | 41’ (rig.) Dell'Anno |

| Arbitro: | Gabriele (Frosinone) |

|                |           |              |
| Luiso 43’, 46’ | Marcatori | 76’ Veronese |

| Arbitro: | Fausti (Milano) |

|                            |           |  |
| Memmo 68’, 78’ Ferrari 75’ | Marcatori |  |

| Arbitro: | Tombolini (Ancona) |

|                       |           |             |
| Murgita 5’ Sotgia 50’ | Marcatori | 88’ Merloni |

| Arbitro: | Pin (Conegliano) |

|  |           |             |
|  | Marcatori | 86’ Logarzo |

| Arbitro: | Bazzoli (Merano) |

|               |           |              |
| Comandini 78’ | Marcatori | 7’ Dell'Anno |

| Arbitro: | Gabriele (Frosinone) |

|                 |           |              |
| Grabbi 18’, 46’ | Marcatori | 59’ Delpiano |

| Arbitro: | Borriello (Mantova) |

|                      |           |           |
| Martinetti 5’ (rig.) | Marcatori | 55’ Tomić |

### Secondo turno
| Squadra 1 | Totale | Squadra 2 | Andata      | Ritorno |
| --------- | ------ | --------- | ----------- | ------- |
| Sampdoria | 0 - 4  | Bologna   | 0 - 2(tav.) | 0 - 2   |
| Cagliari  | 7 - 2  | Genoa     | 3 - 1       | 4 - 1   |
| Napoli    | 2 - 1  | Bari      | 1 - 0       | 1 - 1   |
| Pescara   | 0 - 1  | Venezia   | 0 - 0       | 0 - 1   |
| Ravenna   | 4 - 2  | Verona    | 2 - 1       | 2 - 1   |
| Reggina   | 0 - 2  | Piacenza  | 0 - 0       | 0 - 2   |
| Ternana   | 2 - 3  | Perugia   | 1 - 2       | 1 - 1   |
| Atalanta  | 4 - 3  | Torino    | 3 - 1       | 1 - 2   |

#### Andata
| Arbitri: | Rosetti (Torino) Paparesta (Bari) |

|  |           |              |
|  | Marcatori | 8’ Andersson |

| Arbitri: | De Santis (Tivoli) Racalbuto (Gallarate) |

|                             |           |               |
| Oliveira 38’ Mboma 75’, 81’ | Marcatori | 83’ Francioso |

| Arbitri: | Farina (Novi Ligure) Serena (Bassano del Grappa) |

|               |           |  |
| Scapolo 90+2’ | Marcatori |  |

| Pescara 13 ottobre 1999, ore 20:45 CEST | Pescara                                 | 0 – 0 referto | Venezia | Stadio Adriatico (7.000 spett.)\| Arbitri: \| Trentalange (Torino) Tombolini (Ancona) \| |
| Arbitri:                                | Trentalange (Torino) Tombolini (Ancona) |               |         |                                                                                          |

| Arbitri: | Rossi (Ciampino) Preschern (Mestre) |

|                                     |           |           |
| Dell'Anno 19’ (rig.) Bertarelli 58’ | Marcatori | 15’ Diana |

| Reggio Calabria 13 ottobre 1999, ore 20:45 CEST | Reggina                                                    | 0 – 0 referto | Piacenza | Stadio Oreste Granillo (7.118 spett.)\| Arbitri: \| Pellegrino (Barcellona Pozzo di Gotto) Borriello (Mantova) \| |
| Arbitri:                                        | Pellegrino (Barcellona Pozzo di Gotto) Borriello (Mantova) |               |          | |

| Arbitri: | Treossi (Forlì) Messina (Bergamo) |

|            |           |                      |
| Annoni 79’ | Marcatori | 35’ Nakata 87’ Melli |

| Arbitri: | Cesari (Genova) Collina (Viareggio) |

|                                 |           |            |
| Zenoni 48’ Doni 59’, 65’ (rig.) | Marcatori | 3’ Lentini |

#### Ritorno
| Arbitri: | Borriello (Mantova) Tombolini (Ancona) |

|                                |           |  |
| Ventola 4’ Ingesson 82’ (rig.) | Marcatori |  |

| Arbitri: | Messina (Bergamo) Branzoni (Pavia) |

|             |           |                                        |
| Manetti 69’ | Marcatori | 10’, 61’ Mboma 78’ O'Neill 82’ Corradi |

| Arbitri: | Pellegrino (Barcellona Pozzo di Gotto) Rossi (Ciampino) |

|               |           |              |
| Andersson 56’ | Marcatori | 79’ Robbiati |

| Arbitri: | Farina (Novi Ligure) Serena (Bassano del Grappa) |

|              |           |  |
| Nanami 90+4’ | Marcatori |  |

| Arbitri: | Bolognino (Milano) Bonfrisco (Monza) |

|                         |           |                            |
| Piovanelli 90+2’ (rig.) | Marcatori | 15’ Murgita 70’ Centofanti |

| Arbitri: | Rosetti (Torino) Paparesta (Bari) |

|                                    |           |  |
| Rizzitelli 12’ Gautieri 79’ (rig.) | Marcatori |  |

| Arbitri: | Trentalange (Torino) Racalbuto (Gallarate) |

|          |           |              |
| Ba 90+1’ | Marcatori | 14’ Stellini |

| Arbitri: | Rodomonti (Teramo) De Santis (Tivoli) |

|                           |           |           |
| Artistico 27’ Lentini 47’ | Marcatori | 31’ Nappi |

### Ottavi di finale
| Squadra 1 | Totale | Squadra 2  | Andata | Ritorno     |
| --------- | ------ | ---------- | ------ | ----------- |
| Inter     | 5 - 2  | Bologna    | 2 - 1  | 3 - 1       |
| Cagliari  | 3 - 2  | Parma      | 1 - 0  | 2 - 2       |
| Napoli    | 1 - 4  | Juventus   | 1 - 3  | 0 - 1       |
| Perugia   | 1 - 2  | Fiorentina | 1 - 0  | 0 - 2       |
| Ravenna   | 2 - 5  | Lazio      | 1 - 1  | 1 - 4       |
| Roma      | 3 - 1  | Piacenza   | 0 - 1  | 3 - 0 (dts) |
| Venezia   | 3 - 2  | Udinese    | 3 - 0  | 0 - 2       |
| Atalanta  | 3 - 5  | Milan      | 3 - 2  | 0 - 3       |

#### Andata
| Arbitri: | Serena (Bassano del Grappa) Rosetti (Torino) |

|                           |           |             |
| Geōrgatos 10’ Zanetti 36’ | Marcatori | 80’ Ventola |

| Arbitri: | Bolognino (Milano) Bonfrisco (Monza) |

|                  |           |  |
| Mboma 74’ (rig.) | Marcatori |  |

| Arbitri: | Collina (Viareggio) Tombolini (Ancona) |

|                    |           |                                |
| Turrini 34’ (rig.) | Marcatori | 18’ Inzaghi 29’, 79’ Kovačević |

| Arbitri: | De Santis (Tivoli) Farina (Novi Ligure) |

|             |           |  |
| Milanese 4’ | Marcatori |  |

| Arbitri: | Messina (Bergamo) Borriello (Mantova) |

|               |           |            |
| Vecchiola 76’ | Marcatori | 65’ Bokšić |

| Arbitri: | Paparesta (Bari) Bertini (Arezzo) |

|  |           |             |
|  | Marcatori | 38’ Piovani |

| Arbitri: | Bazzoli (Merano) Nucini (Bergamo) |

|                               |           |  |
| Petković 12’ Maniero 34’, 48’ | Marcatori |  |

| Arbitri: | Trentalange (Torino) Cesari (Genova) |

|                           |           |                           |
| Caccia 70’ Nappi 87’, 90’ | Marcatori | 14’ Ševčenko 67’ Leonardo |

#### Ritorno
| Arbitri: | Bazzoli (Merano) Cesari (Genova) |

|                     |           |                            |
| Ingesson 75’ (rig.) | Marcatori | 41’, 90+1’ Vieri 87’ Cauet |

| Arbitri: | Bolognino (Milano) Strazzera (Trapani) |

|                         |           |                       |
| Benarrivo 11’ Walem 64’ | Marcatori | 33’ Mboma 42’ O'Neill |

| Arbitri: | Racalbuto (Gallarate) Guiducci (Arezzo) |

|              |           |  |
| Esnáider 26’ | Marcatori |  |

| Arbitri: | Serena (Bassano del Grappa) Bertini (Arezzo) |

|                       |           |  |
| Bressan 1’ Chiesa 12’ | Marcatori |  |

| Arbitri: | Pellegrino (Barcellona Pozzo di Gotto) Fausti (Milano) |

|                                              |           |            |
| Mihajlović 14’, 90’ Inzaghi 51’ Bokšić 90+4’ | Marcatori | 53’ Sotgia |

| Arbitri: | Farina (Novi Ligure) Preschern (Mestre) |

|  |           |                                            |
|  | Marcatori | 55’ Rinaldi 113’ Di Francesco 118’ Candela |

| Arbitri: | Pin (Conegliano) Castellani (Verona) |

|                                 |           |  |
| Zamboni 46’ Esposito 83’ (rig.) | Marcatori |  |

| Arbitri: | Treossi (Forlì) Rodomonti (Teramo) |

|                                        |           |  |
| Bierhoff 41’ Guglielminpietro 53’, 65’ | Marcatori |  |

### Quarti di finale
| Squadra 1 | Totale | Squadra 2  | Andata | Ritorno |
| --------- | ------ | ---------- | ------ | ------- |
| Milan     | 3 - 4  | Inter      | 2 - 3  | 1 - 1   |
| Roma      | 0 - 2  | Cagliari   | 0 - 1  | 0 - 1   |
| Juventus  | 4 - 4  | Lazio      | 3 - 2  | 1 - 2   |
| Venezia   | 1 - 1  | Fiorentina | 0 - 0  | 1 - 1   |

#### Andata
| Arbitri: | Farina (Novi Ligure) Rodomonti (Teramo) |

|                   |           |                                |
| Ševčenko 44’, 55’ | Marcatori | 29’ Vieri 54’ Mutu 69’ Seedorf |

| Arbitri: | Preschern (Mestre) Bertini (Arezzo) |

|  |           |              |
|  | Marcatori | 22’ Oliveira |

| Arbitri: | Messina (Bergamo) Pellegrino (Barcellona Pozzo di Gotto) |

|                                    |           |                                  |
| Zidane 12’ Conte 30’ Kovačević 43’ | Marcatori | 51’ (rig.) Ravanelli 80’ Mancini |

| Venezia 18 gennaio 2000, ore 21:00 CET | Venezia                           | 0 – 0 referto | Fiorentina | Stadio Pierluigi Penzo (1.277 spett.)\| Arbitri: \| Rossi (Ciampino) Paparesta (Bari) \| |
| Arbitri:                               | Rossi (Ciampino) Paparesta (Bari) |               |            |                                                                                          |

#### Ritorno
| Arbitri: | Treossi (Forlì) De Santis (Tivoli) |

|            |           |              |
| Baggio 37’ | Marcatori | 35’ Ševčenko |

| Arbitri: | Messina (Bergamo) Bolognino (Milano) |

|             |           |  |
| O'Neill 80’ | Marcatori |  |

| Arbitri: | Collina (Viareggio) Braschi (Prato) |

|                        |           |               |
| Bokšić 54’ Simeone 81’ | Marcatori | 73’ Del Piero |

| Arbitri: | Tombolini (Ancona) Racalbuto (Gallarate) |

|           |           |          |
| Adani 63’ | Marcatori | 84’ Berg |

### Semifinali
| Squadra 1 | Totale | Squadra 2 | Andata | Ritorno |
| --------- | ------ | --------- | ------ | ------- |
| Cagliari  | 3 - 4  | Inter     | 1 - 3  | 2 - 1   |
| Lazio     | 7 - 2  | Venezia   | 5 - 0  | 2 - 2   |

#### Andata
| Arbitri: | Trentalange (Torino) Bazzoli (Merano) |

|             |           |                         |
| Modesto 58’ | Marcatori | 49’ Mutu 60’, 90’ Vieri |

| Arbitri: | Bolognino (Milano) Bonfrisco (Monza) |

|                                                                  |           |  |
| Mancini 14’, 24’ Mihajlović 28’ (rig.), 59’ (rig.) Ravanelli 89’ | Marcatori |  |

#### Ritorno
| Arbitri: | Serena (Bassano del Grappa) Bertini (Arezzo) |

|              |           |                        |
| Zamorano 10’ | Marcatori | 20’ Sulcis 26’ Corradi |

| Arbitri: | Branzoni (Pavia) Castellani (Verona) |

|                        |           |                 |
| Valtolina 52’ Berg 90’ | Marcatori | 2’, 72’ Inzaghi |

### Finale
| Squadra 1 | Totale | Squadra 2 | Andata | Ritorno |
| --------- | ------ | --------- | ------ | ------- |
| Lazio     | 2 - 1  | Inter     | 2 - 1  | 0 - 0   |

#### Andata
| Arbitri: | Trentalange (Torino) Pellegrino (Barcellona Pozzo di Gotto) |

|                        |           |            |
| Nedvěd 40’ Simeone 52’ | Marcatori | 8’ Seedorf |

| Lazio | Inter |

| Lazio (4-5-1)       |    |                      |             |     |
|                     |    |                      |             |     |
| P                   | 22 | Marco Ballotta       |             |     |
| D                   | 17 | Guerino Gottardi (c) |             |     |
| D                   | 24 | Fernando Couto       | Ammonizione |     |
| D                   | 11 | Siniša Mihajlović    |             |     |
| D                   | 15 | Giuseppe Pancaro     |             |     |
| C                   | 7  | Sérgio Conceição     |             |     |
| C                   | 6  | Néstor Sensini       |             |     |
| C                   | 20 | Dejan Stanković      |             | 55’ |
| C                   | 14 | Diego Simeone        |             | 81’ |
| C                   | 18 | Pavel Nedvěd         | Ammonizione |     |
| A                   | 21 | Simone Inzaghi       |             | 76’ |
| A disposizione:     |    |                      |             |     |
| P                   | 1  | Luca Marchegiani     |             |     |
| D                   | 2  | Paolo Negro          |             |     |
| C                   | 16 | Attilio Lombardo     |             |     |
| C                   | 23 | Juan Sebastián Verón |             |     |
| C                   | 25 | Matías Almeyda       | Ammonizione | 81’ |
| A                   | 9  | Marcelo Salas        |             | 76’ |
| A                   | 10 | Roberto Mancini      |             | 55’ |
| Allenatore:         |    |                      |             |     |
| Sven-Göran Eriksson |    |                      |             |     |

| Inter (4-4-2)   |    |                     |             |     |
|                 |    |                     |             |     |
| P               | 1  | Angelo Peruzzi      |             |     |
| D               | 2  | Christian Panucci   |             |     |
| D               | 5  | Laurent Blanc       |             |     |
| D               | 21 | Iván Córdoba        |             |     |
| D               | 6  | Michele Serena      |             |     |
| C               | 4  | Javier Zanetti (c)  |             |     |
| C               | 14 | Clarence Seedorf    |             |     |
| C               | 7  | Francesco Moriero   | Ammonizione | 46’ |
| C               | 15 | Benoît Cauet        |             |     |
| A               | 16 | Adrian Mutu         |             | 58’ |
| A               | 10 | Roberto Baggio      |             | 58’ |
| A disposizione: |    |                     |             |     |
| P               | 12 | Giorgio Frezzolini  |             |     |
| D               | 3  | Francesco Colonnese |             |     |
| D               | 17 | Cyril Domoraud      |             |     |
| C               | 23 | Luigi Di Biagio     |             | 46’ |
| A               | 9  | Ronaldo             |             | 58’ |
| A               | 18 | Iván Zamorano       |             | 58’ |
| A               | 20 | Álvaro Recoba       |             |     |
| Allenatore:     |    |                     |             |     |
| Marcello Lippi  |    |                     |             |     |

#### Ritorno
| Milano 18 maggio 2000, ore 20:45 CEST | Inter                             | 0 – 0 referto | Lazio | Stadio Giuseppe Meazza (53.406 spett.)\| Arbitri: \| Paparesta (Bari) Rosetti (Torino) \| |
| Arbitri:                              | Paparesta (Bari) Rosetti (Torino) |               |       |                                                                                           |

| Inter | Lazio |

| Inter (4-4-2)   |    |                     |  |     |
|                 |    |                     |  |     |
| P               | 1  | Angelo Peruzzi      |  |     |
| D               | 5  | Laurent Blanc       |  |     |
| D               | 6  | Michele Serena      |  | 67’ |
| D               | 21 | Iván Córdoba        |  |     |
| D               | 17 | Cyril Domoraud      |  |     |
| C               | 4  | Javier Zanetti (c)  |  |     |
| C               | 23 | Luigi Di Biagio     |  |     |
| C               | 15 | Benoît Cauet        |  |     |
| C               | 14 | Clarence Seedorf    |  |     |
| A               | 10 | Roberto Baggio      |  | 61’ |
| A               | 18 | Iván Zamorano       |  | 46’ |
| A disposizione: |    |                     |  |     |
| P               | 22 | Fabrizio Ferron     |  |     |
| D               | 11 | Salvatore Fresi     |  |     |
| D               | 31 | Grigorios Georgatos |  | 67’ |
| C               | 8  | Vladimir Jugović    |  |     |
| A               | 20 | Álvaro Recoba       |  | 61’ |
| A               | 32 | Christian Vieri     |  | 46’ |
| Allenatore:     |    |                     |  |     |
| Marcello Lippi  |    |                     |  |     |

| Lazio (4-5-1)       |    |                      |             |     |
|                     |    |                      |             |     |
| P                   | 22 | Marco Ballotta       |             |     |
| D                   | 15 | Giuseppe Pancaro     | Ammonizione | 87’ |
| D                   | 2  | Paolo Negro          |             |     |
| D                   | 13 | Alessandro Nesta (c) |             |     |
| D                   | 5  | Giuseppe Favalli     |             |     |
| C                   | 7  | Sérgio Conceição     |             |     |
| C                   | 6  | Néstor Sensini       |             |     |
| C                   | 23 | Juan Sebastián Verón |             |     |
| C                   | 14 | Diego Simeone        | Ammonizione |     |
| C                   | 10 | Roberto Mancini      |             | 46’ |
| A                   | 21 | Simone Inzaghi       |             | 46’ |
| A disposizione:     |    |                      |             |     |
| P                   | 28 | Luca Mondini         |             |     |
| D                   | 17 | Guerino Gottardi     |             |     |
| D                   | 24 | Fernando Couto       |             | 87’ |
| C                   | 4  | Dario Marcolin       |             |     |
| C                   | 16 | Attilio Lombardo     |             |     |
| A                   | 9  | Marcelo Salas        |             | 46’ |
| A                   | 33 | Fabrizio Ravanelli   |             | 46’ |
| Allenatore:         |    |                      |             |     |
| Sven-Göran Eriksson |    |                      |             |     |

## Classifica marcatori
|  | Gol | Rigori | Marcatore         | Squadra     |  |
|  | --- | ------ | ----------------- | ----------- |  |
|  | 6   | 0      | Nicola Caccia     | Atalanta    |  |
|  | 6   | 1      | Patrick Mboma     | Cagliari    |  |
|  | 6   | 0      | David Di Michele  | Salernitana |  |
|  | 6   | 0      | Francesco Flachi  | Sampdoria   |  |
|  | 5   | 0      | Christian Vieri   | Inter       |  |
|  | 5   | 1      | Giacomo Lorenzini | Palermo     |  |